# آردیچ‌گوزه (بایبورد)
آردیچ‌گوزه {{ترکی|Ardıçgöze) (به کردی: Korkisor) یک منطقهٔ مسکونی در ترکیه است که در بایبورد واقع شده‌است. آردیچ‌گوزه ۴۳ نفر جمعیت دارد.